# Lista de presidentes da República Portuguesa por nascimento
Este artigo apresenta a lista de presidentes da República Portuguesa contendo informações sobre a data de nascimento, nome completo, cidade em que nasceram, além de comparações e estatísticas diversas envolvendo as datas e lugares. Nela figuram os presidentes da República, entre a tomada de posse de Manuel de Arriaga em 24 de agosto de 1911 e a atualidade, em que dois dos quais detiveram as prerrogativas de presidente da República enquanto serviram como presidentes do Ministério (José Mendes Cabeçadas e Manuel Gomes da Costa).
O primeiro presidente a nascer foi Manuel de Arriaga a 8 de julho de 1840 e o último foi Marcelo Rebelo de Sousa a 12 de dezembro de 1948. Manuel Gomes da Costa é o que nasceu no dia do calendário mais recente,14 de janeiro de 1863, enquanto que Marcelo Rebelo de Sousa possui a data de nascimento mais tardia, 12 de dezembro de 1948. O mês de maio é o mês em que nasceram mais presidentes (três). O dia 19 é aquele no qual nasceram mais presidentes (três). A menor diferença de tempo entre dois nascimentos é 2 mês e 3 dias (65 dias), referente ao espaço entre os nascimentos de Aníbal Cavaco Silva e de Jorge Sampaio. A maior diferença de tempo entre dois nascimentos é 15 anos, 4 meses e 23 dias (5621 dias), referente ao espaço entre os nascimentos de Américo Thomaz e de António de Spínola. A diferença de tempo entre o primeiro e último nascimento de um presidente é de 108 anos, 5 meses e 4 dias.
- Casa onde nasceu Manuel de Arriaga, na Horta
- Casa onde nasceu Teófilo Braga, em Ponta Delgada
- Ruínas da casa onde nasceu Sidónio Pais, em Caminha
- Casa onde nasceu António José de Almeida, em Penacova
- Casa onde nasceu Manuel Teixeira Gomes, em Portimão
- Casa onde nasceu Óscar Carmona, em Lisboa
- Casa onde nasceu António de Spínola, em Estremoz

## Lista dos presidentes
|  | ON | OP  | Presidente               | Data de Nascimento      | Nome completo                                         | Local de Nascimento                        |
|  | -- | --- | ------------------------ | ----------------------- | ----------------------------------------------------- | ------------------------------------------ |
|  | 1  | 1   | Manuel de Arriaga        | 8 de julho de 1840      | Manuel José de Arriaga Brum da Silveira e Peyrelongue | Matriz, Horta                              |
|  | 2  | 2   | Teófilo Braga            | 24 de fevereiro de 1843 | Joaquim Teófilo Fernandes Braga                       | São José, Ponta Delgada                    |
|  | 3  | 3/8 | Bernardino Machado       | 28 de março de 1851     | Bernardino Luís Machado Guimarães                     | Rio de Janeiro, Império do Brasil          |
|  | 4  | 7   | Manuel Teixeira Gomes    | 27 de maio de 1860      | Manuel Teixeira Gomes                                 | Vila Nova de Portimão, Portimão            |
|  | 5  | 5   | João do Canto e Castro   | 19 de maio de 1862      | João do Canto e Castro Silva Antunes                  | Santiago, Lisboa                           |
|  | 6  | 10  | Manuel Gomes da Costa    | 14 de janeiro de 1863   | Manuel de Oliveira Gomes da Costa                     | Santa Isabel, Lisboa                       |
|  | 7  | 6   | António José de Almeida  | 17 de julho de 1866     | António José de Almeida                               | Vale da Vinha, São Pedro de Alva, Penacova |
|  | 8  | 11  | Óscar Carmona            | 24 de novembro de 1869  | António Óscar de Fragoso Carmona                      | Pena, Lisboa                               |
|  | 9  | 4   | Sidónio Pais             | 1 de maio de 1872       | Sidónio Bernardino Cardoso da Silva Pais              | Matriz, Caminha                            |
|  | 10 | 9   | José Mendes Cabeçadas    | 19 de agosto de 1883    | José Mendes Cabeçadas Júnior                          | São Clemente, Loulé                        |
|  | 11 | 12  | Francisco Craveiro Lopes | 12 de abril de 1894     | Francisco Higino Craveiro Lopes                       | Santa Isabel, Lisboa                       |
|  | 12 | 13  | Américo Thomaz           | 19 de novembro de 1894  | Américo Deus Rodrigues Thomaz                         | Alcântara, Lisboa                          |
|  | 13 | 14  | António de Spínola       | 11 de abril de 1910     | António Sebastião Ribeiro de Spínola                  | Santo André, Estremoz                      |
|  | 14 | 15  | Francisco da Costa Gomes | 30 de junho de 1914     | Francisco da Costa Gomes                              | Santa Maria Maior, Chaves                  |
|  | 15 | 17  | Mário Soares             | 7 de dezembro de 1924   | Mário Alberto Nobre Lopes Soares                      | Camões, Lisboa                             |
|  | 16 | 16  | António Ramalho Eanes    | 25 de janeiro de 1935   | António dos Santos Ramalho Eanes                      | Alcains, Castelo Branco                    |
|  | 17 | 19  | Aníbal Cavaco Silva      | 15 de julho de 1939     | Aníbal António Cavaco Silva                           | Boliqueime, Loulé                          |
|  | 18 | 18  | Jorge Sampaio            | 18 de setembro de 1939  | Jorge Fernando Branco de Sampaio                      | São Sebastião da Pedreira, Lisboa          |
|  | 19 | 20  | Marcelo Rebelo de Sousa  | 12 de dezembro de 1948  | Marcelo Nuno Duarte Rebelo de Sousa                   | São Sebastião da Pedreira, Lisboa          |

## Nascimentos por século e década
No total, 12 presidentes nasceram no século XIX e 7 nasceram no século XX.
1840 • Manuel de Arriaga (1840); Teófilo Braga (1843)
1850 • Bernardino Machado (1851)
1860 • Manuel Teixeira Gomes (1860); João do Canto e Castro (1862); Manuel Gomes da Costa (1863); António José de Almeida (1866); Óscar Carmona (1869)
1870 • Sidónio Pais (1872)
1880 • José Mendes Cabeçadas (1883)
1890 • Francisco Craveiro Lopes (1894); Américo Thomaz (1894)
1910 • António de Spínola (1910); Francisco da Costa Gomes (1914)
1920 • Mário Soares (1924)
1930 • António Ramalho Eanes (1935); Aníbal Cavaco Silva (1939); Jorge Sampaio (1939)
1940 • Marcelo Rebelo de Sousa (1948)

## Nascidos no mesmo ano ou mês

### Mesmo ano
- Francisco Craveiro Lopes e Américo Thomaz nasceram ambos em 1894.
- Aníbal Cavaco Silva e Jorge Sampaio nasceram ambos em 1939.

### Mesmo mês
- Manuel Gomes da Costa e António Ramalho Eanes nasceram em janeiro.
- Francisco Craveiro Lopes e António de Spínola nasceram em abril.
- Manuel Teixeira Gomes, João do Canto e Castro e Sidónio Pais nasceram ambos em maio.
- António José de Almeida e Aníbal Cavaco Silva nasceram em julho.
- Óscar Carmona e Américo Thomaz nasceram em novembro.
- Mário Soares e Marcelo Rebelo de Sousa nasceram em dezembro.

## Chefe de Estado quando nascido

#### Monarquia
- Maria II de Portugal (1834-1853): Manuel de Arriaga; Teófilo Braga; Bernardino Machado

- Pedro V de Portugal (1853-1861): Manuel Teixeira Gomes
- Luís I de Portugal (1861-1889): João do Canto e Castro; Manuel Gomes da Costa; António José de Almeida; Óscar Carmona; Sidónio Pais; José Mendes Cabeçadas
- Carlos I de Portugal (1889-1908): Francisco Craveiro Lopes; Américo Thomaz
- Manuel II de Portugal (1908-1910): António de Spínola

#### República
- Manuel de Arriaga (1911-1915): Francisco da Costa Gomes
- Manuel Teixeira Gomes (1923-1925): Mário Soares
- Óscar Carmona (1926-1951): António Ramalho Eanes; Aníbal Cavaco Silva; Jorge Sampaio; Marcelo Rebelo de Sousa

## Chefes do governo quando nascido

#### Monarquia
- Conde do Bonfim (1839-1841): Manuel de Arriaga
- Duque da Terceira (2.ª vez)(1842-1846): Teófilo Braga
- Conde de Tomar (1849-1851): Bernardino Machado
- Joaquim António de Aguiar (2ªvez)(1860): Manuel Teixeira Gomes
- Marquês de Loulé (2ªvez)(1860-1865): João do Canto e Castro; Manuel Gomes da Costa
- Joaquim António de Aguiar (3ªvez)(1865-1868): António José de Almeida
- Marquês de Loulé (3ªvez)(1869-1870): Óscar Carmona
- Fontes Pereira de Melo (1ªvez)(1871-1877): Sidónio Pais
- Fontes Pereira de Melo (3ªvez)(1881-1886): José Mendes Cabeçadas
- Ernesto Hintze Ribeiro (1.ª vez)(1893-1897): Francisco Craveiro Lopes; Américo Thomaz
- Francisco da Veiga Beirão (1909-1910): António de Spínola

#### República
- Bernardino Machado (1914): Francisco da Costa Gomes
- José Domingues dos Santos (1924-1925): Mário Soares
- António de Oliveira Salazar (1932-1968): António Ramalho Eanes; Aníbal Cavaco Silva; Jorge Sampaio; Marcelo Rebelo de Sousa

## Local de nascimento

Mapa de locais de nascimento dos presidentes da República Portuguesa, à excepção de Bernardino Machado, nascido no Brasil

O distrito onde nasceram mais presidentes foi o de Lisboa (8), seguido de Faro (3) e dos Açores (2), tendo os outros, tido apena o nascimento de um presidente. Já a nível de concelhos, o concelho onde nasceram mais presidentes foi o de Lisboa (8), seguido por Loulé (2), tendo os outros concelhos, tido apena o nascimento de um presidente. Bernardino Machado foi o único presidente da República que nasceu fora do território nacional, nasceu no Rio de Janeiro, no então Império do Brasil.
Cinco presidentes nasceram e faleceram no mesmo concelho (Manuel Gomes da Costa, João do Canto e Castro, Óscar Carmona, Francisco Craveiro Lopes e Mário Soares).
| Distrito         | Qtd. | Concelho       | Presidentes | Qtd. |
| ---------------- | ---- | -------------- | --- | ---- |
| Lisboa           | 8    | Lisboa         | João do Canto e Castro, Manuel Gomes da Costa, Óscar Carmona, Francisco Craveiro Lopes, Américo Thomaz, Mário Soares, Jorge Sampaio, Marcelo Rebelo de Sousa | 8    |
| Faro             | 3    | Loulé          | José Mendes Cabeçadas, Aníbal Cavaco Silva | 2    |
| Faro             | 3    | Portimão       | Manuel Teixeira Gomes | 1    |
| Açores           | 2    | Horta          | Manuel de Arriaga | 1    |
| Açores           | 2    | Ponta Delgada  | Teófilo Braga | 1    |
| Coimbra          | 1    | Penacova       | António José de Almeida | 1    |
| Viana do Castelo | 1    | Caminha        | Sidónio Pais | 1    |
| Évora            | 1    | Estremoz       | António de Spínola | 1    |
| Vila Real        | 1    | Chaves         | Francisco da Costa Gomes | 1    |
| Castelo Branco   | 1    | Castelo Branco | António Ramalho Eanes | 1    |
| Brasil           | 1    | Rio de Janeiro | Bernardino Machado | 1    |